# Ватерінген
Ватерінген (нід. Wateringen) — місто в нідерландській провінції Південна Голландія. Входить до муніципалітету Вестланд.
Його площа становить 8,9 км².
До 2004 року мало статус окремого муніципалітету.

## Галерея

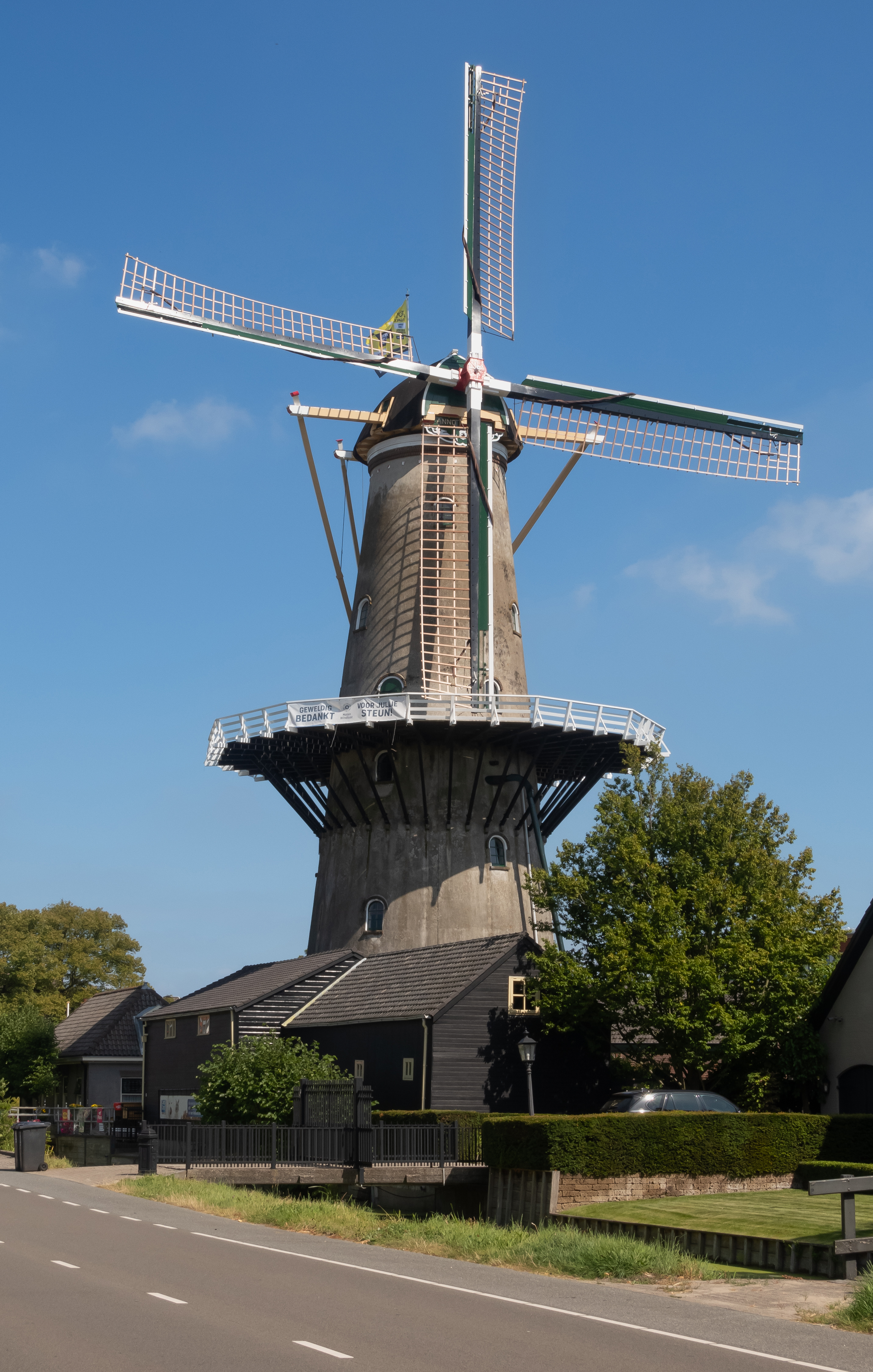
Вітряк de Windlust
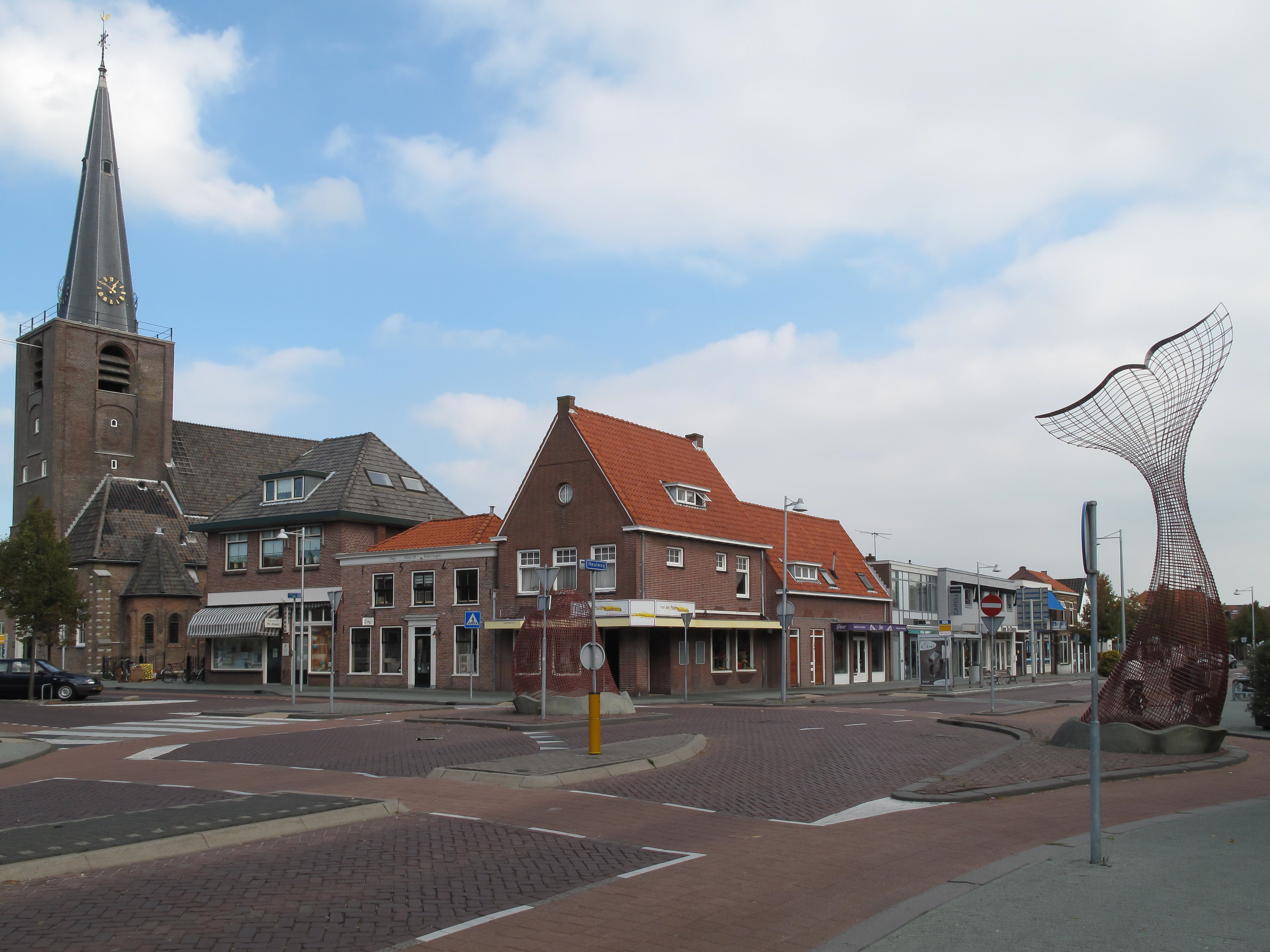
Міська церква
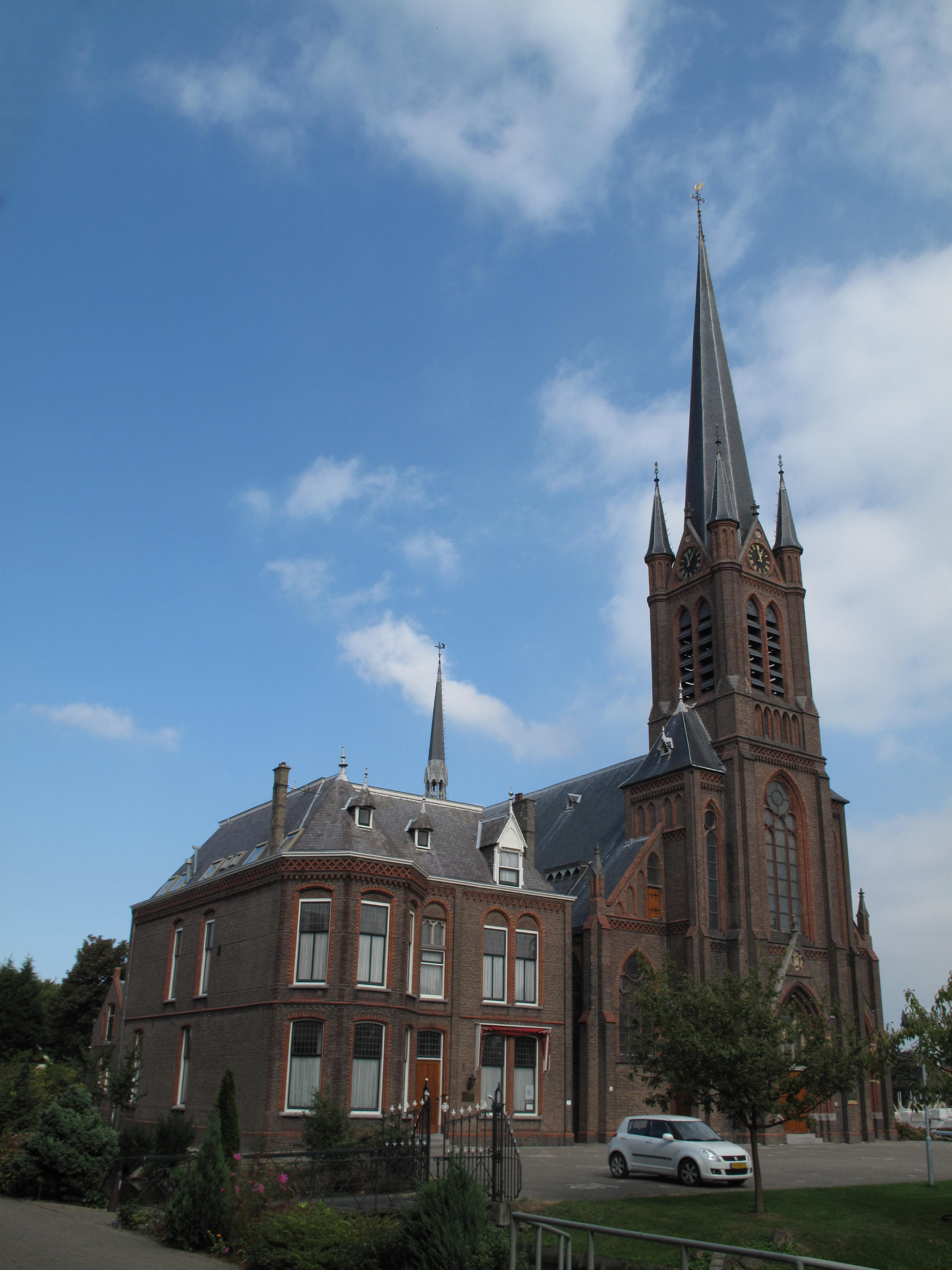
Церква св. Яна